# Oskar Høybye
Oskar Høybye (ur. 29 listopada 1996) – duński piłkarz występujący na pozycji pomocnika lub napastnika.

## Życiorys
Grał w juniorach Lyngby BK. Seniorską karierę rozpoczął w 2015 roku w barwach Vanløse IF. W sezonie 2016/2017 był graczem Brønshøj BK, po czym wrócił do Vanløse. W 2018 roku awansował z tym klubem do 2. division. W styczniu 2020 roku został piłkarzem FC Roskilde. Latem podpisał kontrakt z Hellerup IK.
Zagrał w piłkarskiej reprezentacji Danii w meczu 5 września 2018 roku ze Słowacją. Występ Høybye miał związek z protestem podstawowych reprezentantów kraju, którzy nie potrafili porozumieć się z DBU. Høybye rozpoczął mecz w podstawowym składzie, a w 61 minucie zmienił go Adam Fogt. Dania przegrała mecz 0:3.

## Statystyki ligowe
| Sezon         | Klub        | Liga           | Mecze | Gole |
| ------------- | ----------- | -------------- | ----- | ---- |
| 2015/2016     | Vanløse IF  | Danmarksserien | ?     | ?    |
| 2016/2017     | Brønshøj BK | 2. division    | ?     | ?    |
| 2017/2018     | Vanløse IF  | Danmarksserien | ?     | ?    |
| 2018/2019     | Vanløse IF  | 2. division    | 32    | 6    |
| 2019/2020 (j) | Vanløse IF  | 2. division    | 15    | 6    |
| 2019/2020 (w) | FC Roskilde | 1. division    | 9     | 1    |
| 2020/2021     | Hellerup IK | 2. division    | 25    | 8    |
| 2021/2022     | Hellerup IK | 2. division    | 25    | 8    |
| 2022/2023     | Hellerup IK | 2. division    | 25    | 3    |